# Sloveniens herrlandslag i basket
Sloveniens basketlandslag representerar Slovenien i basketboll på herrsidan. Laget gick med i FIBA 1992 och har sedan dess deltagit i samtliga tio EM-slutspel (1993-2011) samt i VM-slutspelen 2006 och 2010, utan att ha lyckats ta någon medalj. Slovenien var dock nära sin första medalj i EM-slutspelet 2009 där de förlorade bronsmatchen mot Grekland med 56-57. Slovenien låg på 17:e plats på FIBA:s världsranking efter 2010 års världsmästerskap.
Laget blev Europamästare 2017, efter seger med 93-85 över Serbien i finalen.

## Mästerskapsresultat

### Världsmästerskap
- 2006: 12:e plats
- 2010: 8:e plats
- 2014: 7:e plats

### Europamästerskap
- 1993: 14:e
- 1995: 12:e
- 1997: 14:e
- 1999: 10:e
- 2001: 13:e
- 2003: 10:e
- 2005: 6:e
- 2007: 7:e
- 2009: 4:a
- 2011: 7:a
- 2013: 5:a
- 2015: 9:a
- 2017: 1:a